# Serbie au Concours Eurovision de la chanson 2012
La Serbie a participé au Concours Eurovision de la chanson 2012 et a sélectionné sa chanson et son artiste via une sélection interne organisé par le diffuseur serbe RTS.

## Le retour de Željko Joksimović
Le 18 novembre 2011, RTS annonce sa participation au Concours Eurovision de la chanson 2012 à Bakou avec l'annonce de Željko Joksimović en tant que représentant du pays. Il s'agit de la quatrième participation de Joksimović au Concours puisqu'il fut le chanteur et le producteur de la chanson représentant la Serbie-et-Monténégro en 2004, le producteur de la chanson bosniaque en 2006 Lejla et enfin le producteur de la chanson serbe Oro ainsi que le présentateur du Concours Eurovision de la chanson 2008 avec Jovana Janković. La chanson, quant à elle, est présentée le 10 mars 2012.

## À l'Eurovision
La Serbie participe à la première moitié de la seconde demi-finale le 24 mai en passant en première position, finit en seconde place avec 159 points derrière la Suède et se qualifie donc pour la finale.
En finale, le pays termine à la troisième place, derrière la Suède et la Russie, avec 214 points et réalise ainsi son meilleur résultat depuis la victoire du pays lors du concours 2007.

### Points attribués à la Serbie
| 12 points                                  | 10 points                                                                 | 8 points                                               | 7 points   | 6 points  |  |
| ------------------------------------------ | ------------------------------------------------------------------------- | ------------------------------------------------------ | ---------- | --------- |  |
| - Macédoine - Bulgarie - Slovénie - France | - Pays-Bas - Croatie - Géorgie - Norvège - Bosnie-Herzégovine - Allemagne | - Biélorussie - Portugal - Ukraine - Suède - Slovaquie |            |           |  |
| 5 points                                   | 4 points                                                                  | 3 points                                               | 2 points   | 1 point   |  |
| - Malte                                    |                                                                           | - Royaume-Uni                                          | - Lituanie | - Estonie |  |
| 0 points                                   |                                                                           |                                                        |            |           |  |
| - Turquie                                  |                                                                           |                                                        |            |           |  |

| 12 points                                           | 10 points                                                                                     | 8 points             | 7 points             | 6 points               |
| --------------------------------------------------- | --------------------------------------------------------------------------------------------- | -------------------- | -------------------- | ---------------------- |
| - Bulgarie - Croatie - Monténégro - Slovénie        | - Bosnie-Herzégovine - Suède - Norvège - Allemagne - Macédoine - Suisse - Autriche - Pays-Bas | - France - Grèce     | - Chypre - Slovaquie | - Italie - Saint-Marin |
| 5 points                                            | 4 points                                                                                      | 3 points             | 2 points             | 1 point                |
| - Lituanie - Roumanie - Malte - Belgique - Portugal | - Hongrie - Russie                                                                            | - Islande - Moldavie | - Ukraine - Finlande | - Albanie              |

### Points attribués par la Serbie
| 12 points | Croatie            |
| 10 points | Slovénie           |
| 8 points  | Macédoine          |
| 7 points  | Suède              |
| 6 points  | Lituanie           |
| 5 points  | Bosnie-Herzégovine |
| 4 points  | Ukraine            |
| 3 points  | Malte              |
| 2 points  | Bulgarie           |
| 1 point   | Slovaquie          |

| 12 points | Macédoine          |
| 10 points | Suède              |
| 8 points  | Chypre             |
| 7 points  | Russie             |
| 6 points  | Malte              |
| 5 points  | Bosnie-Herzégovine |
| 4 points  | Grèce              |
| 3 points  | Azerbaïdjan        |
| 2 points  | Hongrie            |
| 1 point   | Albanie            |